# Santa Luzia (Lobata)
Santa Luzia é uma aldeia de São Tomé e Príncipe, localiza-se ao Norte, no distrito da Lobata, ilha de São Tomé, próxima às localidades de Caldeiras, Santa Clara e Saltado.